# Straßenradsport-Europameisterschaften 2022

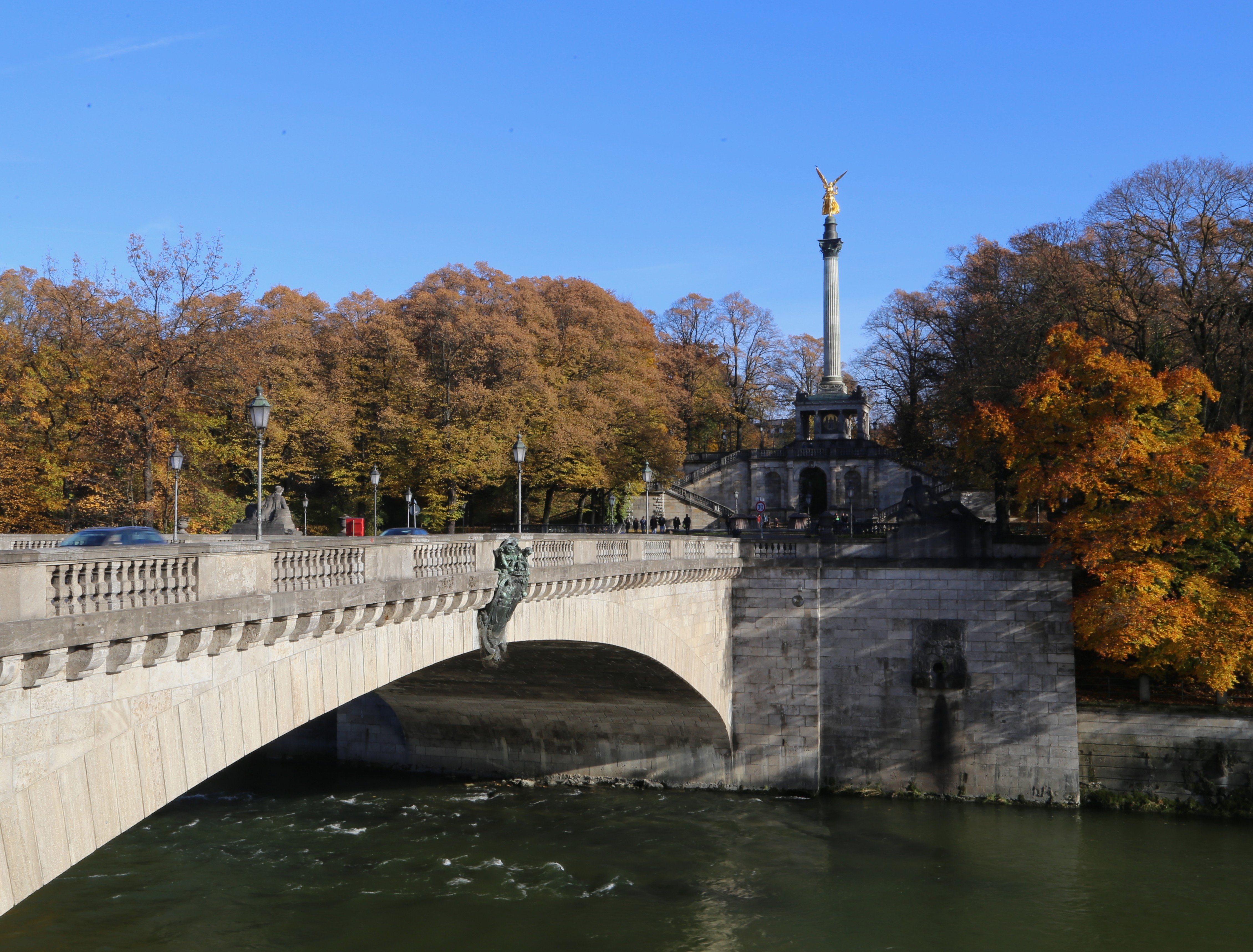
Die Straßenrennen der Elite sollen am Friedensdenkmal in München enden

Die Straßenradsport-Europameisterschaften 2022 wurden in zwei getrennten Veranstaltungen ausgetragen:
- für die Altersklassen Junioren und U23 vom 7. bis 10. Juli im portugiesischen Anadia
- für die Elite vom 14. bis 21. August 2022 in München als Teil der zweiten European Championships 2022

Nach 2018 war dies das zweite Mal, dass die Meisterschaften wegen der European Championships geteilt wurden. In anderen Jahren werden bzw. wurden die Wettbewerbe aller Altersklassen gemeinsam ausgetragen.

## Zeitplan
| Datum                                          | Zeit (MESZ)                                    | Wettkampf                                      | Distanz (km)                                   | Europameister/in 2021                          | Europameister/in 2022                          |
| Meisterschaften der Junioren und U23 in Anadia | Meisterschaften der Junioren und U23 in Anadia | Meisterschaften der Junioren und U23 in Anadia | Meisterschaften der Junioren und U23 in Anadia | Meisterschaften der Junioren und U23 in Anadia | Meisterschaften der Junioren und U23 in Anadia |
| ---------------------------------------------- | ---------------------------------------------- | ---------------------------------------------- | ---------------------------------------------- | ---------------------------------------------- | ---------------------------------------------- |
| Donnerstag, 7. Juli                            | 10:00                                          | Juniorinnen – Einzelzeitfahren                 | 22                                             | Aljona Iwantschenko                            | Justyna Czapla                                 |
| Donnerstag, 7. Juli                            | 11:00                                          | Junioren – Einzelzeitfahren                    | 22                                             | Alec Segaert                                   | Mathieu Kockelmann                             |
| Donnerstag, 7. Juli                            | 15:00                                          | Frauen U23 – Einzelzeitfahren                  | 22                                             | Vittoria Guazzini                              | Shirin van Anrooij                             |
| Donnerstag, 7. Juli                            | 16:00                                          | Männer U23 – Einzelzeitfahren                  | 22                                             | Johan Price-Pejtersen                          | Alec Segaert                                   |
| Freitag, 8. Juli                               | 10:00                                          | Junioren Mixed-Staffel                         | 44                                             | nicht ausgetragen                              | Italien                                        |
| Freitag, 8. Juli                               | 11:30                                          | U23 Mixed-Staffel                              | 44                                             | nicht ausgetragen                              | Deutschland                                    |
| Samstag, 9. Juli                               | 10:00                                          | Juniorinnen – Straßenrennen                    | 85,9                                           | Linda Riedmann                                 | Églantine Rayer                                |
| Samstag, 9. Juli                               | 14:00                                          | Junioren – Straßenrennen                       | 108                                            | Romain Grégoire                                | Jan Christen                                   |
| Sonntag, 10. Juli                              | 10:00                                          | Frauen U23 – Straßenrennen                     | 108                                            | Silvia Zanardi                                 | Shirin van Anrooij                             |
| Sonntag, 10. Juli                              | 13:30                                          | Männer U23 – Straßenrennen                     | 147,3                                          | Thibau Nys                                     | Felix Engelhardt                               |
| Meisterschaften der Elite in München           |                                                |                                                |                                                |                                                |                                                |
| Sonntag, 14. August                            | 10:15                                          | Elite Männer – Straßenrennen                   | 209,4 (144,4 + 5x13)                           | Sonny Colbrelli                                | Fabio Jakobsen                                 |
| Mittwoch, 17. August                           | 14:00                                          | Elite Frauen – Einzelzeitfahren                | 24                                             | Marlen Reusser                                 | Marlen Reusser                                 |
| Mittwoch, 17. August                           | 17:30                                          | Elite Männer – Einzelzeitfahren                | 24                                             | Stefan Küng                                    | Stefan Bissegger                               |
| Sonntag, 21. August                            | 11:30                                          | Elite Frauen – Straßenrennen                   | 103,8 (103,8 + 2x13)                           | Ellen van Dijk                                 | Lorena Wiebes                                  |

## Elite-Meisterschaften

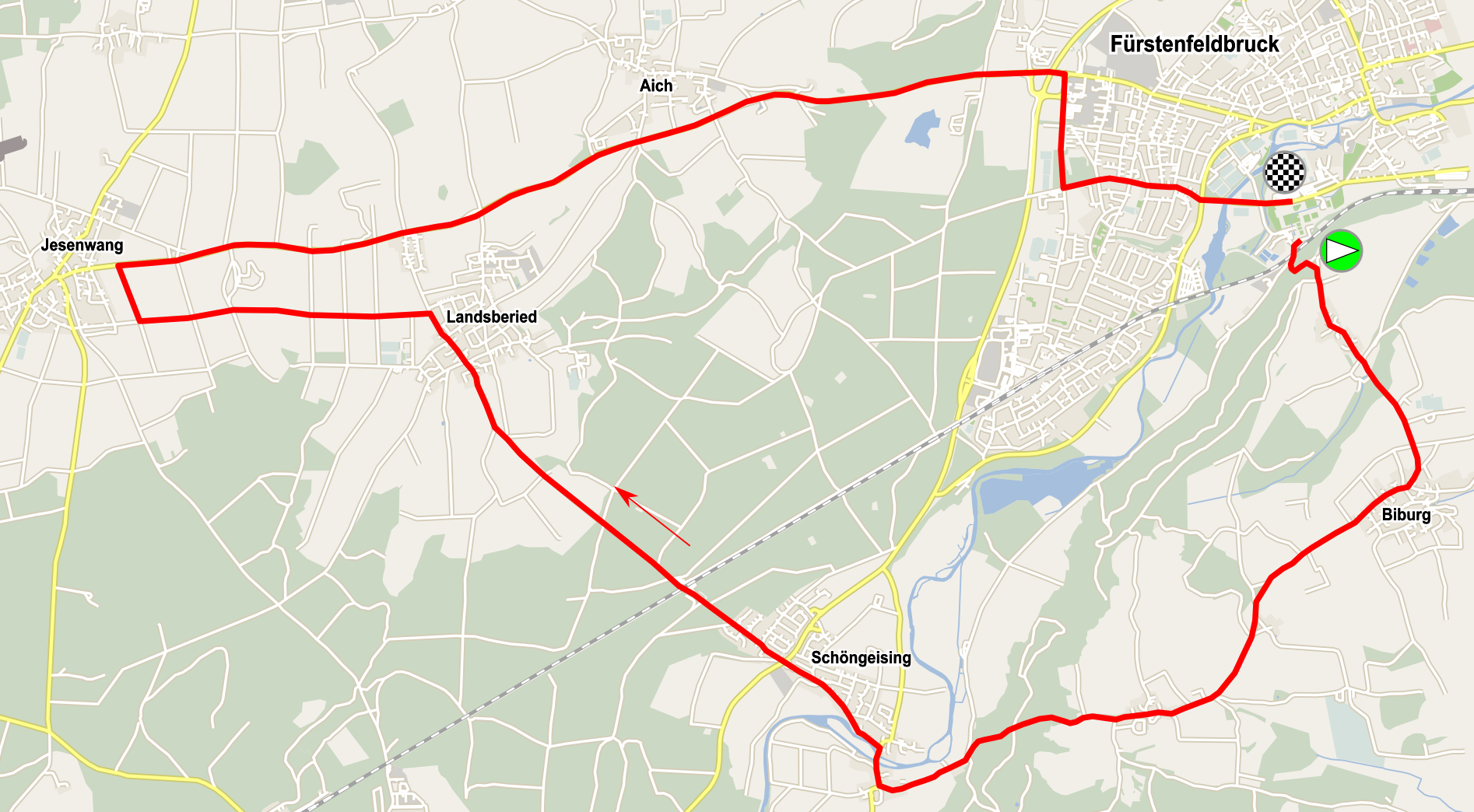
Strecke des Einzelzeitfahrens bei den European Championships in München 2022

In München standen vier Entscheidungen auf dem Programm, jeweils ein Straßenrennen und ein Einzelzeitfahren für Frauen und Männer. Das Straßenrennen der Männer begann in Murnau und führte über eine 208 Kilometer lange Strecke nach München. Das Frauenrennen startete in Landsberg und ging über 128 Kilometer ebenfalls nach München. In München selbst war mehrfach ein 13 Kilometer langer Rundkurs zu bewältigen. Start und Ziel der 24 Kilometer langen Zeitfahrstrecke war das ehemalige Kloster Fürstenfeld.
Zu den vier Medaillenentscheidungen traten 361 Sportlerinnen und Sportler aus 35 Nationen an.

### Frauen

#### Straßenrennen
| Platz | Sportlerin              | Land | Zeit (h) |
| ----- | ----------------------- | ---- | -------- |
| 1     | Lorena Wiebes           | NED  | + 0:00   |
| 2     | Elisa Balsamo           | ITA  | + 0:00   |
| 3     | Rachele Barbieri        | ITA  | + 0:00   |
| 4     | Lisa Brennauer          | GER  | + 0:00   |
| 5     | Daria Pikulik           | POL  | + 0:00   |
| 6     | Maria Martins           | POR  | + 0:00   |
| 7     | Emma Norsgaard Bjerg    | DEN  | + 0:00   |
| 8     | Emilia Fahlin           | SWE  | + 0:00   |
| 9     | Gladys Verhulst         | FRA  | + 0:00   |
| 10    | Christina Schweinberger | AUT  | + 0:00   |
| …     |                         |      |          |
| 16    | Christine Majerus       | LUX  | + 0:00   |
| 17    | Marlen Reusser          | SUI  | + 0:00   |
| 20    | Caroline Baur           | SUI  | + 0:00   |
| 26    | Carina Schrempf         | AUT  | + 0:00   |
| 31    | Liane Lippert           | GER  | + 0:00   |
| 38    | Romy Kasper             | GER  | + 0:00   |
| 46    | Lea Fuchs               | SUI  | + 0:00   |
| 47    | Sarah Rijkes            | AUT  | + 0:00   |
| 49    | Mieke Kröger            | GER  | + 0:00   |
| 58    | Lea Lin Teutenberg      | GER  | + 0:00   |
| 78    | Kathrin Schweinberger   | AUT  | + 0:00   |
| 80    | Franziska Koch          | GER  | + 0:00   |
| 81    | Lisa Klein              | GER  | + 0:00   |
| 82    | Franziska Brauße        | GER  | + 0:00   |

Streckenlänge: 129,8 Kilometer.

99 Fahrerinnen gingen an den Start, von denen 87 das Ziel erreichten. Die Österreicherinnen Alina Reichert und Gabriela Thanner sowie die Schweizerin Michelle Stark gaben das Rennen auf.

#### Einzelzeitfahren

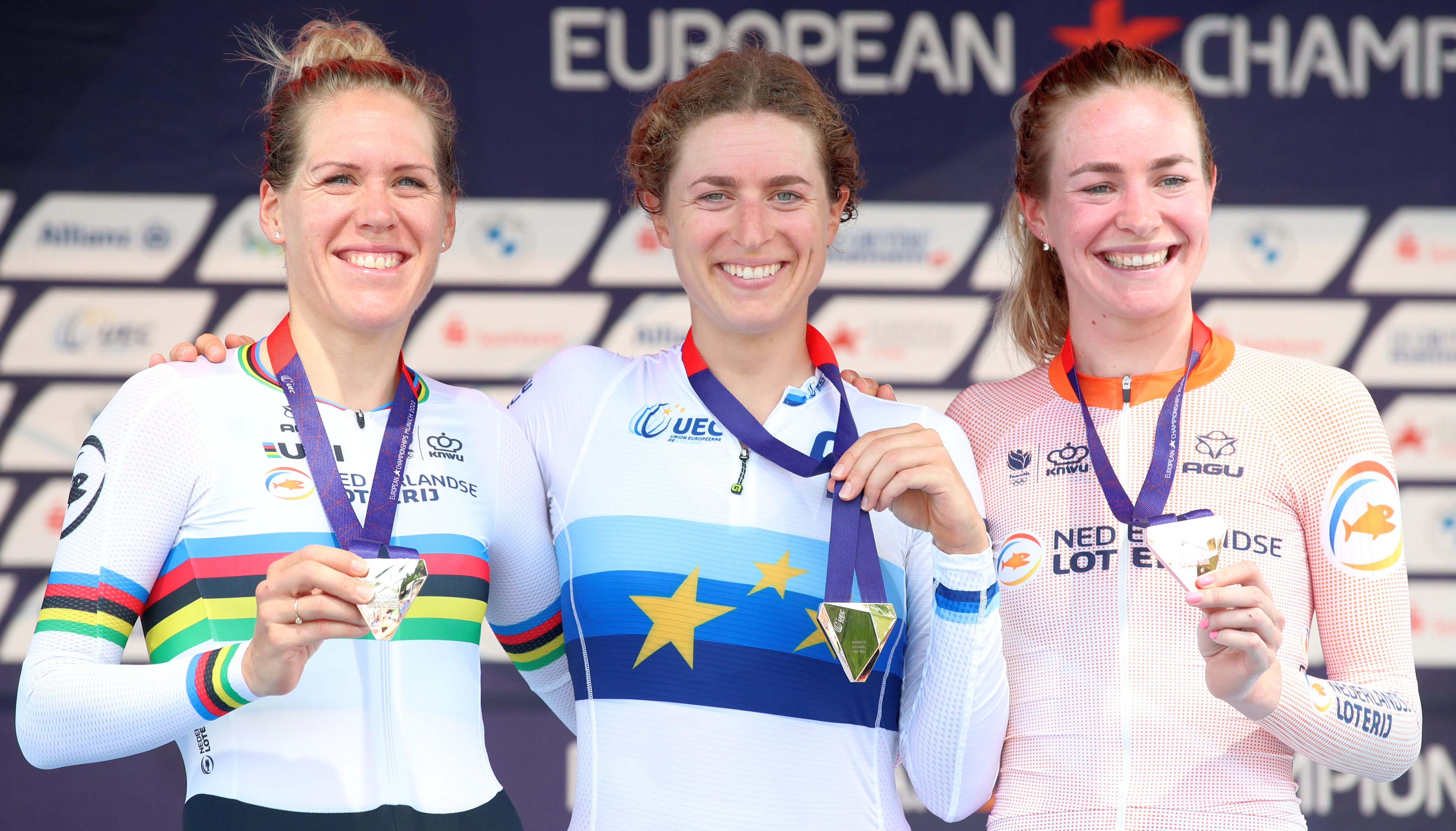
Podium

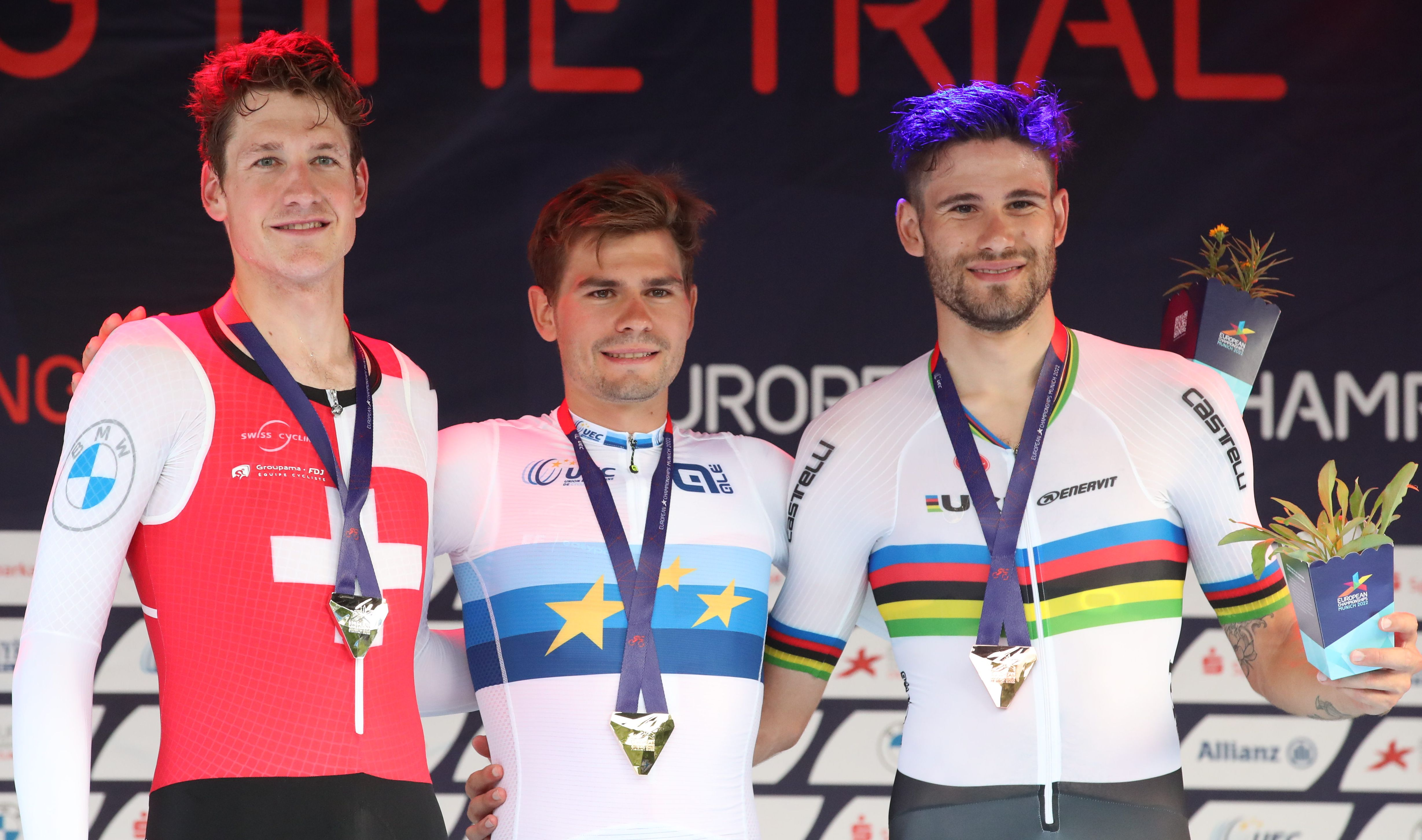
Podium

| Platz | Athletin                 | Land | Zeit (min) | Abstand (min) |
| ----- | ------------------------ | ---- | ---------- | ------------- |
| 1     | Marlen Reusser           | SUI  | 30:59,90   |               |
| 2     | Ellen van Dijk           | NED  | 31:05,67   | + 5,77        |
| 3     | Riejanne Markus          | NED  | 31:27,78   | + 27,88       |
| 4     | Audrey Cordon            | FRA  | 31:53,31   | + 53,41       |
| 5     | Anna Kiesenhofer         | AUT  | 32:00,87   | + 1:00,97     |
| 6     | Juliette Labous          | FRA  | 32:01,01   | + 1:01,11     |
| 7     | Julie Van de Velde       | BEL  | 32:30,76   | + 1:30,86     |
| 8     | Christina Schweinberger  | AUT  | 32:32,76   | + 1:32,86     |
| 9     | Elena Hartmann           | SUI  | 32:37,85   | + 1:37,95     |
| 10    | Agnieszka Skalniak-Sójka | POL  | 32:50,71   | + 1:50,81     |
| …     |                          |      |            |               |
| 12    | Lisa Brennauer           | GER  | 32:57,73   | + 1:57,83     |
| 23    | Lisa Klein               | GER  | 34:35,26   | + 3:35,36     |

Streckenlänge: 24,0 Kilometer

Es starteten 29 Fahrerinnen.

### Männer

#### Straßenrennen
| Platz | Athlet                | Land | Zeit (h) |
| ----- | --------------------- | ---- | -------- |
| 1     | Fabio Jakobsen        | NED  | 4:38:49  |
| 2     | Arnaud Démare         | FRA  | + 0:00   |
| 3     | Tim Merlier           | BEL  | + 0:00   |
| 4     | Danny van Poppel      | NED  | + 0:00   |
| 5     | Sam Bennett           | IRL  | + 0:00   |
| 6     | Luka Mezgec           | SVK  | + 0:00   |
| 7     | Elia Viviani          | ITA  | + 0:00   |
| 8     | Mads Pedersen         | DEN  | + 0:00   |
| 9     | Alberto Dainese       | ITA  | + 0:00   |
| 10    | Martin Laas           | EST  | + 0:00   |
| …     |                       |      |          |
| 17    | Tom Bohli             | SUI  | + 0:00   |
| 18    | Phil Bauhaus          | GER  | + 0:00   |
| 19    | Marco Haller          | AUT  | + 0:00   |
| 22    | Cedric Pries          | LUX  | + 0:05   |
| 25    | Simon Pellaud         | SUI  | + 0:05   |
| 26    | Sebastian Schönberger | AUT  | + 0:08   |
| 27    | Tobias Bayer          | AUT  | + 0:08   |
| 45    | Colin Herscheid       | LUX  | + 0:18   |
| 51    | Reto Hollenstein      | SUI  | + 0:18   |
| 52    | Michael Schär         | SUI  | + 0:18   |
| 53    | Lukas Rüegg           | SUI  | + 0:18   |
| 73    | Silvan Dillier        | SUI  | + 0:46   |
| 74    | Patrick Gamper        | AUT  | + 0:46   |
| 78    | Stefan Bissegger      | SUI  | + 0:46   |
| 83    | Roger Kluge           | GER  | + 1:06   |
| 84    | Alexander Krieger     | GER  | + 1:06   |
| 95    | Nils Politt           | GER  | + 2:25   |
| 96    | John Degenkolb        | GER  | + 2:25   |
| 102   | Patrick Konrad        | AUT  | + 3:03   |
| 103   | Michael Schwarzmann   | GER  | + 3:12   |
| 123   | Nico Denz             | GER  | + 7:03   |
| 125   | Lukas Pöstlberger     | AUT  | + 7:53   |

Streckenlänge: 209,4 Kilometer

Es gingen 140 Fahrer an den Start, von denen 15 das Rennen aufgaben, darunter der Deutsche Pascal Ackermann nach einem Sturz.

#### Einzelzeitfahren
| Platz | Athlet            | Land | Zeit (min) | Abstand (min) |
| ----- | ----------------- | ---- | ---------- | ------------- |
| 1     | Stefan Bissegger  | SUI  | 27:05,96   |               |
| 2     | Stefan Küng       | SUI  | 27:06,49   | + 0,53        |
| 3     | Filippo Ganna     | ITA  | 27:14,00   | + 8,04        |
| 4     | Mikkel Bjerg      | DEN  | 27:32,63   | + 26,67       |
| 5     | Maciej Bodnar     | POL  | 27:42,81   | + 36,85       |
| 6     | Ben Healy         | IRL  | 28:01,56   | + 55,60       |
| 7     | Kévin Vauquelin   | FRA  | 28:17,61   | + 1:11,65     |
| 8     | Morten Hulgaard   | DEN  | 28:18,47   | + 1:12,51     |
| 9     | Jos van Emden     | NED  | 28:27,19   | + 1:21,23     |
| 10    | Tanel Kangert     | EST  | 28:31,33   | + 1:25,37     |
| …     |                   |      |            |               |
| 16    | Miguel Heidemann  | GER  | 28:51,42   | + 1:45,46     |
| 17    | Rainer Kepplinger | AUT  | 28:51,79   | + 1:45,83     |
| 25    | Max Walscheid     | GER  | 29:47,17   | + 2:41,21     |

Streckenlänge: 24,0 Kilometer

Es gingen 35 Fahrer an den Start.

## Meisterschaften der Junioren und U23
Die Straßen-Wettkämpfe der Junioren und U23 fanden in Anadia statt, wenige Tage vor der Bahn-EM dieser Altersklassen am selben Ort. In Anadia befindet sich ein Ableger des Centre Mondial du Cyclisme, wo schon mehrfach kontinentale Meisterschaften ausgerichtet worden waren. Vom 7. bis 10. Juli gab es zehn Wettkämpfe: jeweils ein Straßenrennen und ein Einzelzeitfahren in den Kategorien Frauen U23, Männer U23, Juniorinnen und Junioren, dazu erstmals je eine Mixed-Team-Staffel pro Altersgruppe.
Es nahmen 453 Sportlerinnen und Sportler aus 33 Ländern an diesen Wettkämpfen teil. Abwesend war u. a. Großbritannien, dazu Russland und Belarus, die wegen des Kriegs in der Ukraine ausgeschlossen waren.

### Frauen U23
| Straßenrennen (108 km) |                    |      |                        |
| Platz                  | Sportlerin         | Land | Zeit                   |
|                        | Shirin van Anrooij | NED  | 2:57:41 h (36,46 km/h) |
|                        | Vittoria Guazzini  | ITA  | + 11 s                 |
|                        | Fem van Empel      | NED  | gl. Zeit               |

| Einzelzeitfahren (22 km) |                    |      |                           |
| Platz                    | Sportlerin         | Land | Zeit                      |
|                          | Shirin van Anrooij | NED  | 31:34,12 min (41,82 km/h) |
|                          | Vittoria Guazzini  | ITA  | + 11,82 s                 |
|                          | Marie Le Net       | FRA  | + 12,68 s                 |

### Männer U23
| Straßenrennen (147,3 km) |                  |      |                        |
| Platz                    | Sportler         | Land | Zeit                   |
|                          | Felix Engelhardt | GER  | 3:37:27 h (41,99 km/h) |
|                          | Mathias Vacek    | CZE  | gl. Zeit               |
|                          | Davide De Pretto | ITA  | gl. Zeit               |

| Einzelzeitfahren (22 km) |                  |      |                           |
| Platz                    | Sportler         | Land | Zeit                      |
|                          | Alec Segaert     | BEL  | 27:25,73 min (48,15 km/h) |
|                          | Fran Miholjević  | CRO  | + 50,20 s                 |
|                          | Eddy Le Huitouze | FRA  | + 51,76 s                 |

### Männer U23 / Frauen U23 Mixed-Staffel
| Platz | Land        | Fahrer                                  | Fahrerinnen                        | Zeit                   |
| ----- | ----------- | --------------------------------------- | ---------------------------------- | ---------------------- |
| 1     | Deutschland | Maurice Ballerstedt Tobias Buck-Gramcko | Ricarda Bauernfeind Linda Riedmann | 58:26 min (45,18 km/h) |
| 2     | Schweiz     | Fabio Christen Arnaud Tendon            | Jasmin Liechti Annika Liehner      | + 1:16 min             |
| 3     | Niederlande | Lars Boven Tim Marsman                  | Mischa Bredewold Femke Gerritse    | + 1:49 min             |

Streckenlänge: 44 Kilometer.

Es gingen neun Mannschaften an den Start.

### Juniorinnen
| Straßenrennen (85,9 km) |                     |      |                        |
| Platz                   | Sportlerin          | Land | Zeit                   |
|                         | Églantine Rayer     | FRA  | 2:33:38 h (33,55 km/h) |
|                         | Eleonora Ciabocco   | ITA  | gl. Zeit               |
|                         | Federica Venturelli | ITA  | + 0:02                 |

| Einzelzeitfahren (22 km) |                 |      |                           |
| Platz                    | Sportlerin      | Land | Zeit                      |
|                          | Justyna Czapla  | GER  | 33:30,39 min (39,40 km/h) |
|                          | Églantine Rayer | FRA  | + 45,38 s                 |
|                          | Febe Jooris     | BEL  | + 48,40 s                 |

### Junioren
| Straßenrennen (108 km) |                  |      |                        |
| Platz                  | Sportler         | Land | Zeit                   |
|                        | Jan Christen     | SUI  | 2:42:10 h (39,95 km/h) |
|                        | Jørgen Nordhagen | NOR  | + 0:19 min             |
|                        | Léo Bisiaux      | FRA  | + 2:02 min             |

| Einzelzeitfahren (22 km) |                    |      |                           |
| Platz                    | Sportler           | Land | Zeit                      |
|                          | Mathieu Kockelmann | LUX  | 28:06,04 min (46,98 km/h) |
|                          | Jens Verbrugghe    | BEL  | + 19,34 s                 |
|                          | Emil Herzog        | GER  | + 35,80 s                 |

### Junioren / Juniorinnen Mixed-Staffel
| Platz | Land        | Fahrer                            | Fahrerinnen                    | Zeit                   |
| ----- | ----------- | --------------------------------- | ------------------------------ | ---------------------- |
| 1     | Italien     | Nicolas Milesi Alessandro Cattani | Alice Toniolli Valentina Zanzi | 1:02:20 h (42,35 km/h) |
| 2     | Deutschland | Fabian Wünstel Louis Leidert      | Jette Simon Hannah Kunz        | + 3 s                  |
| 3     | Estland     | Lauri Tamm Oliver Rüster          | Laura Sander Elisabeth Ebras   | + 42 s                 |

Streckenlänge: 44 Kilometer.

Es gingen elf Mannschaften an den Start.

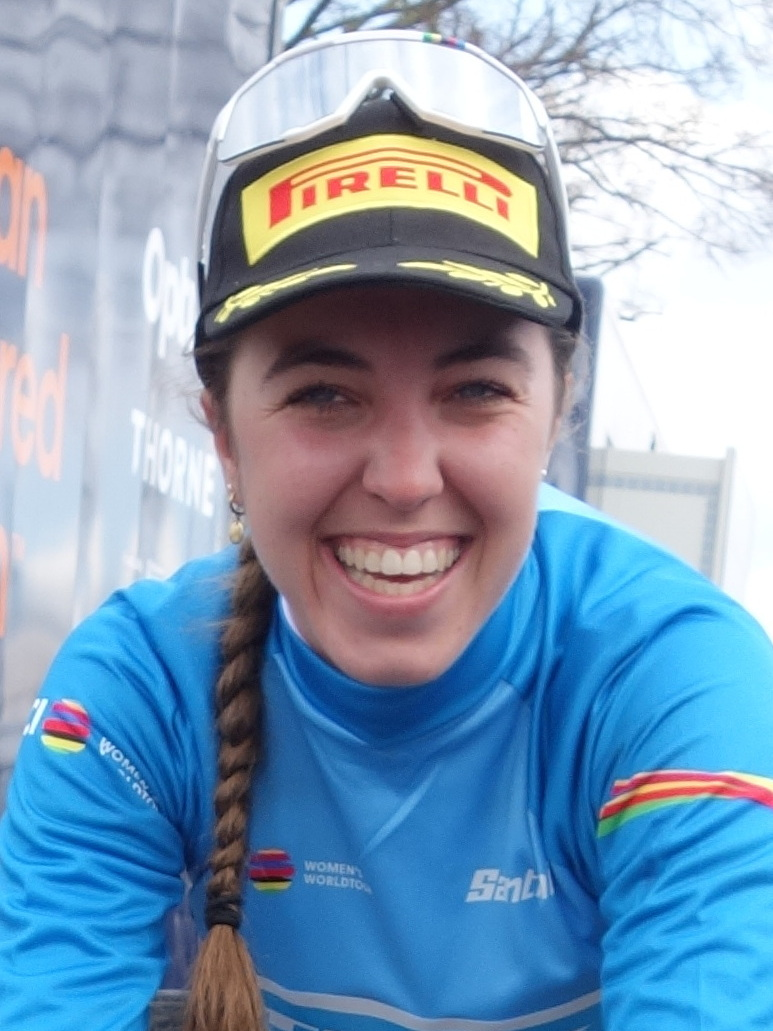
Shirin van Anrooij gewann das Zeitfahren der Frauen U23 sowie das Straßenrennen
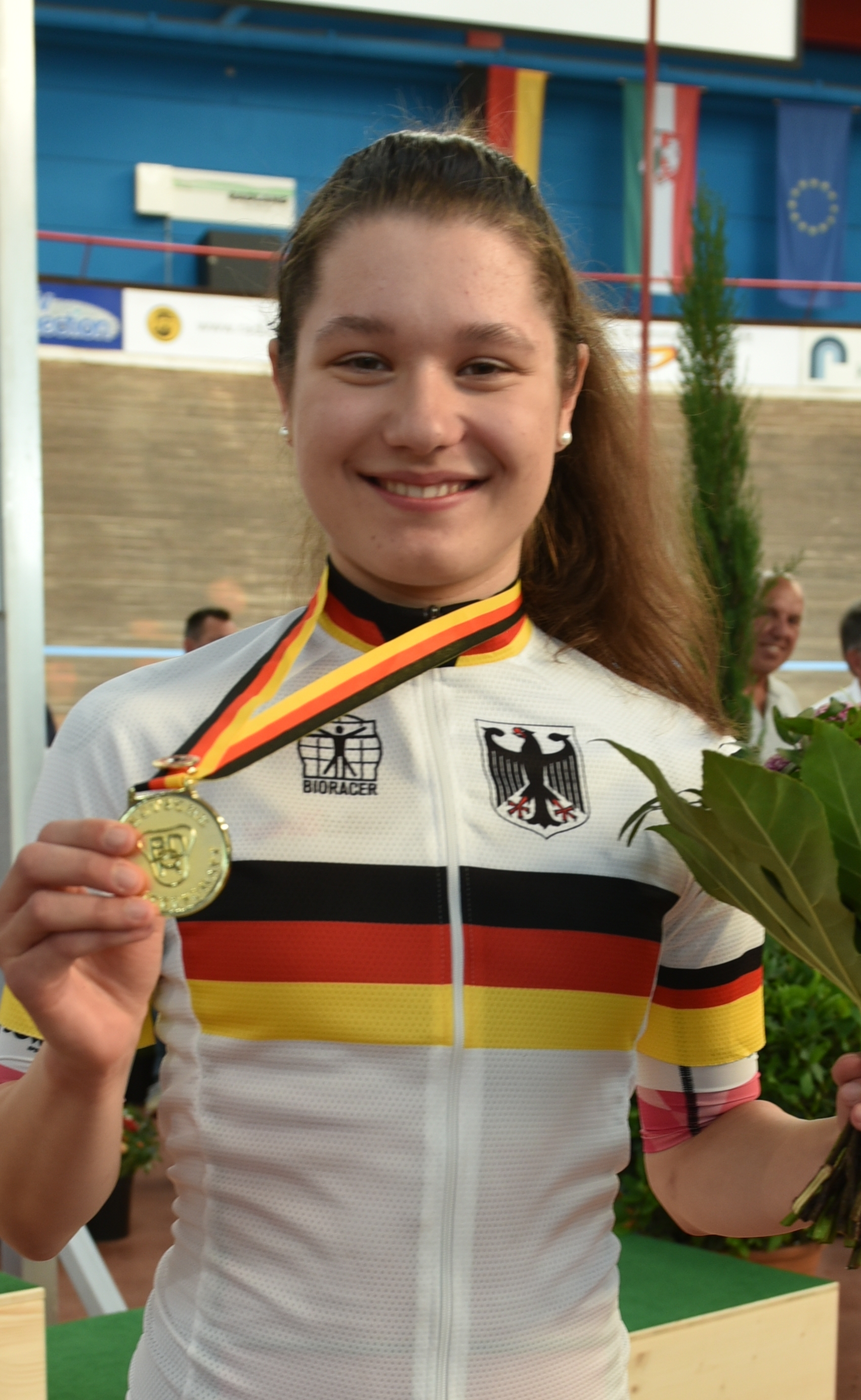
Die Deutsche Justyna Czapla entschied das Einzelzeitfahren der Juniorinnen für sich
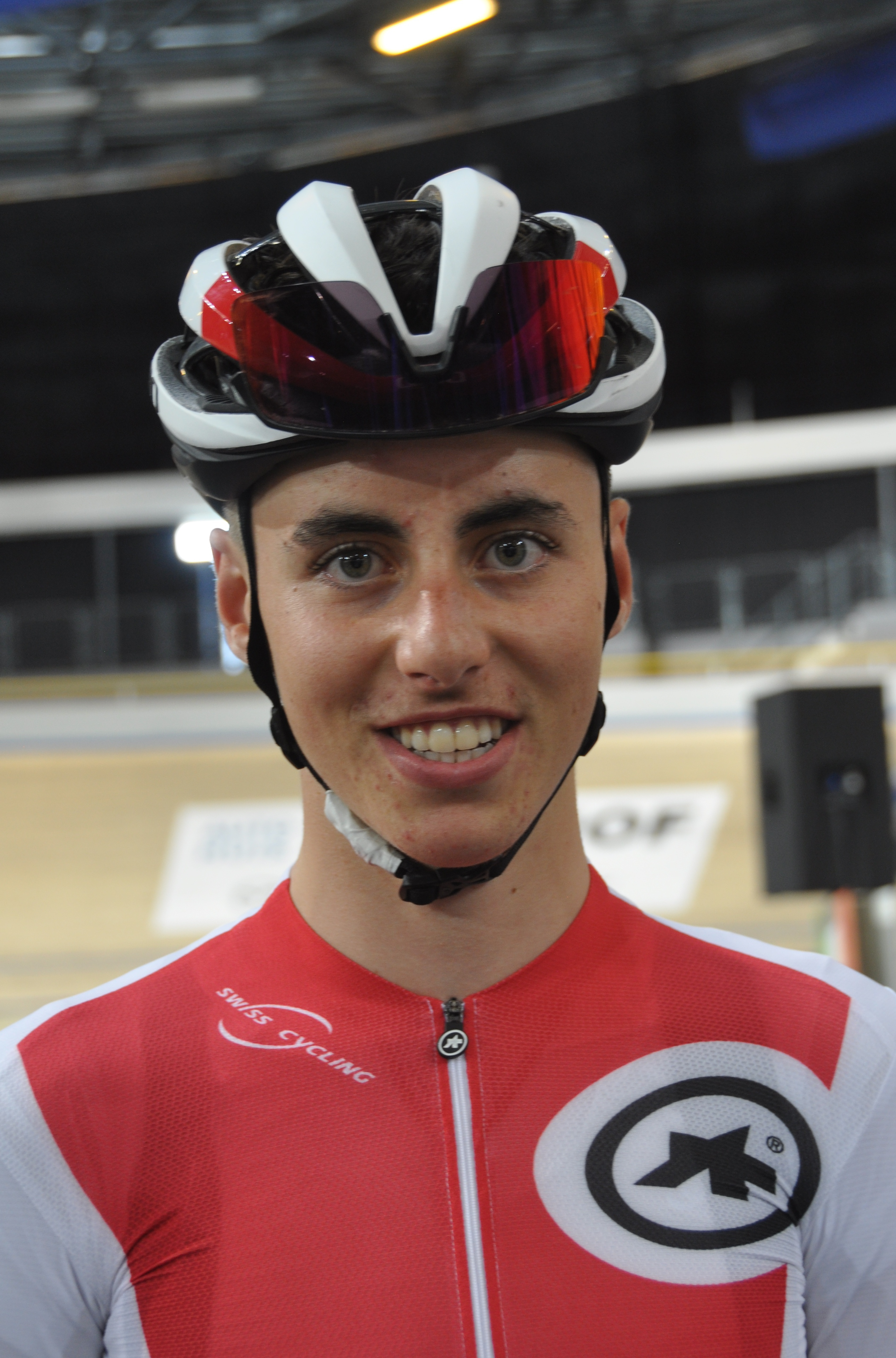
Jan Christen aus der Schweiz wurde europäischer Straßenmeister der Junioren

## Medaillenspiegel
| Platz | Land        | Gold | Silber | Bronze | Gesamt |
| ----- | ----------- | ---- | ------ | ------ | ------ |
| 1     | Niederlande | 4    | 1      | 3      | 8      |
| 2     | Deutschland | 3    | 1      | 1      | 5      |
| 3     | Schweiz     | 2    | 0      | 0      | 6      |
| 4     | Italien     | 1    | 4      | 4      | 9      |
| 5     | Frankreich  | 1    | 2      | 3      | 6      |
| 6     | Belgien     | 1    | 1      | 2      | 4      |
| 7     | Luxemburg   | 1    | 0      | 0      | 1      |
| 8     | Kroatien    | 0    | 1      | 0      | 1      |
| 8     | Tschechien  | 0    | 1      | 0      | 1      |
| 8     | Norwegen    | 0    | 1      | 0      | 1      |
| 11    | Estland     | 0    | 0      | 1      | 1      |
| Total | Total       | 14   | 14     | 14     | 42     |

## Aufgebote

### Bund Deutscher Radfahrer
- Frauen: Franziska Brauße, Lisa Brennauer, Romy Kasper, Lisa Klein, Franziska Koch, Mieke Kröger, Liane Lippert, Lea Lin Teutenberg
- Männer: Pascal Ackermann, Phil Bauhaus, John Degenkolb, Nico Denz, Miguel Heidemann, Roger Kluge, Alexander Krieger, Nils Politt, Michael Schwarzmann, Max Walscheid

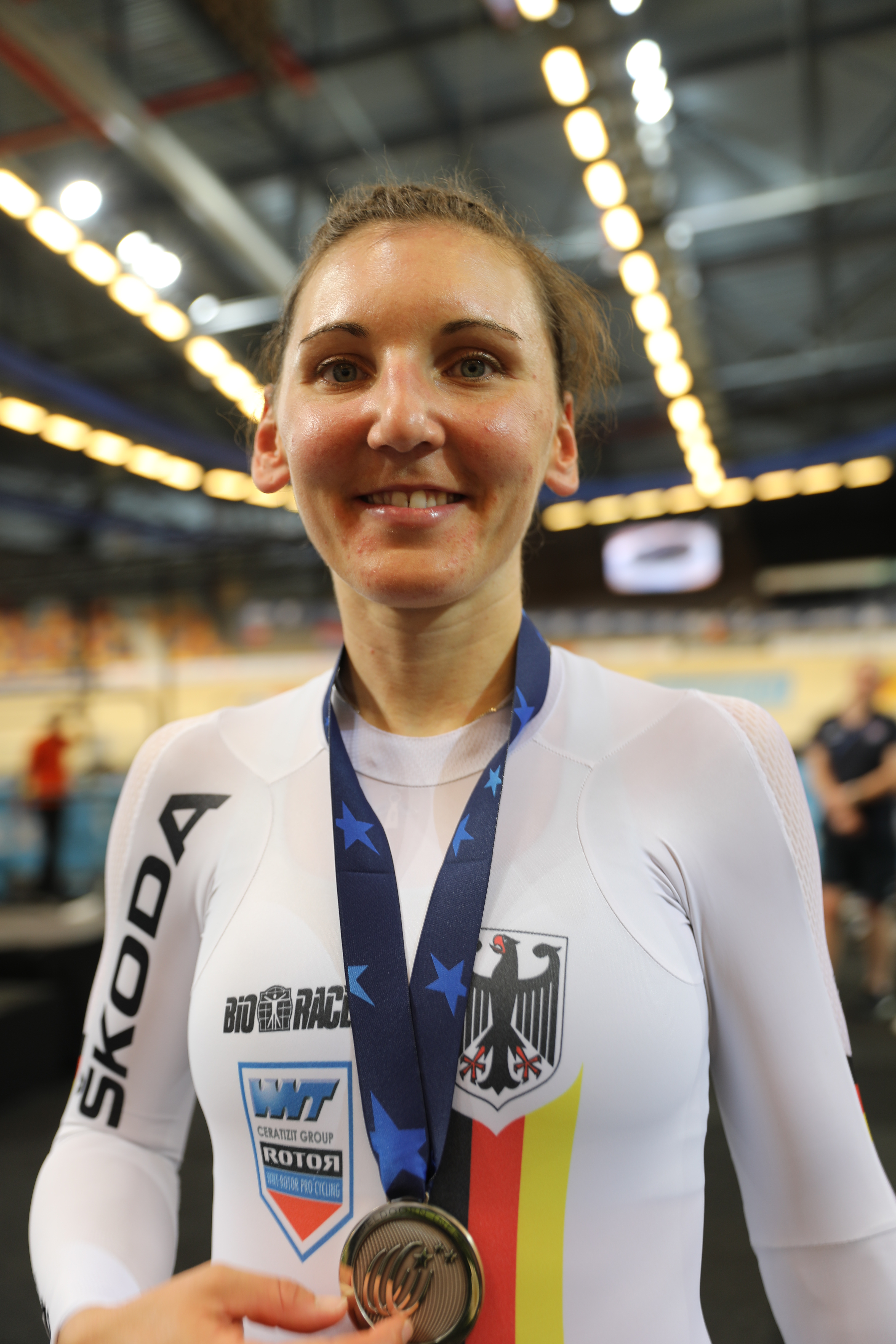
Lisa Brennauer
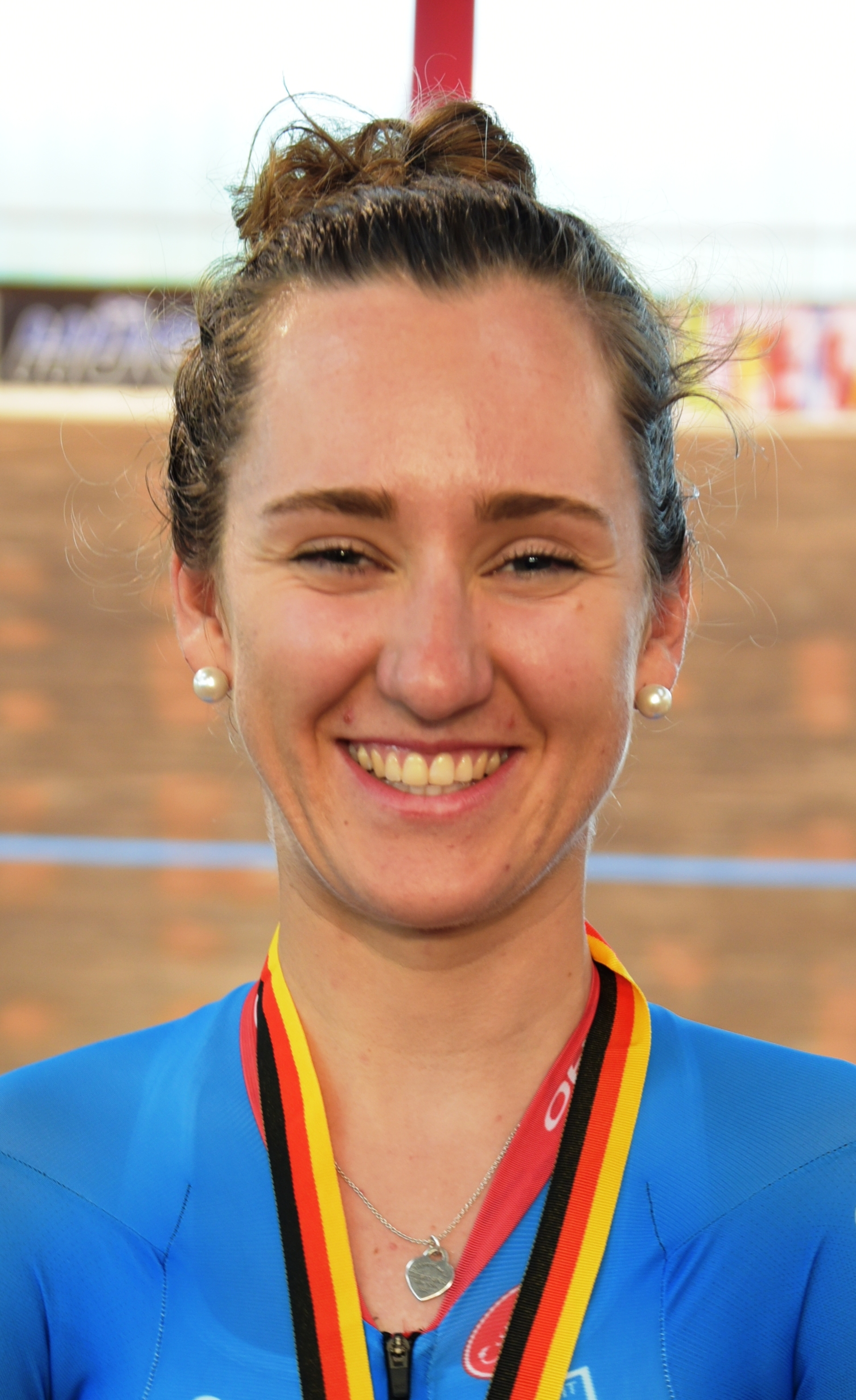
Lea Lin Teutenberg
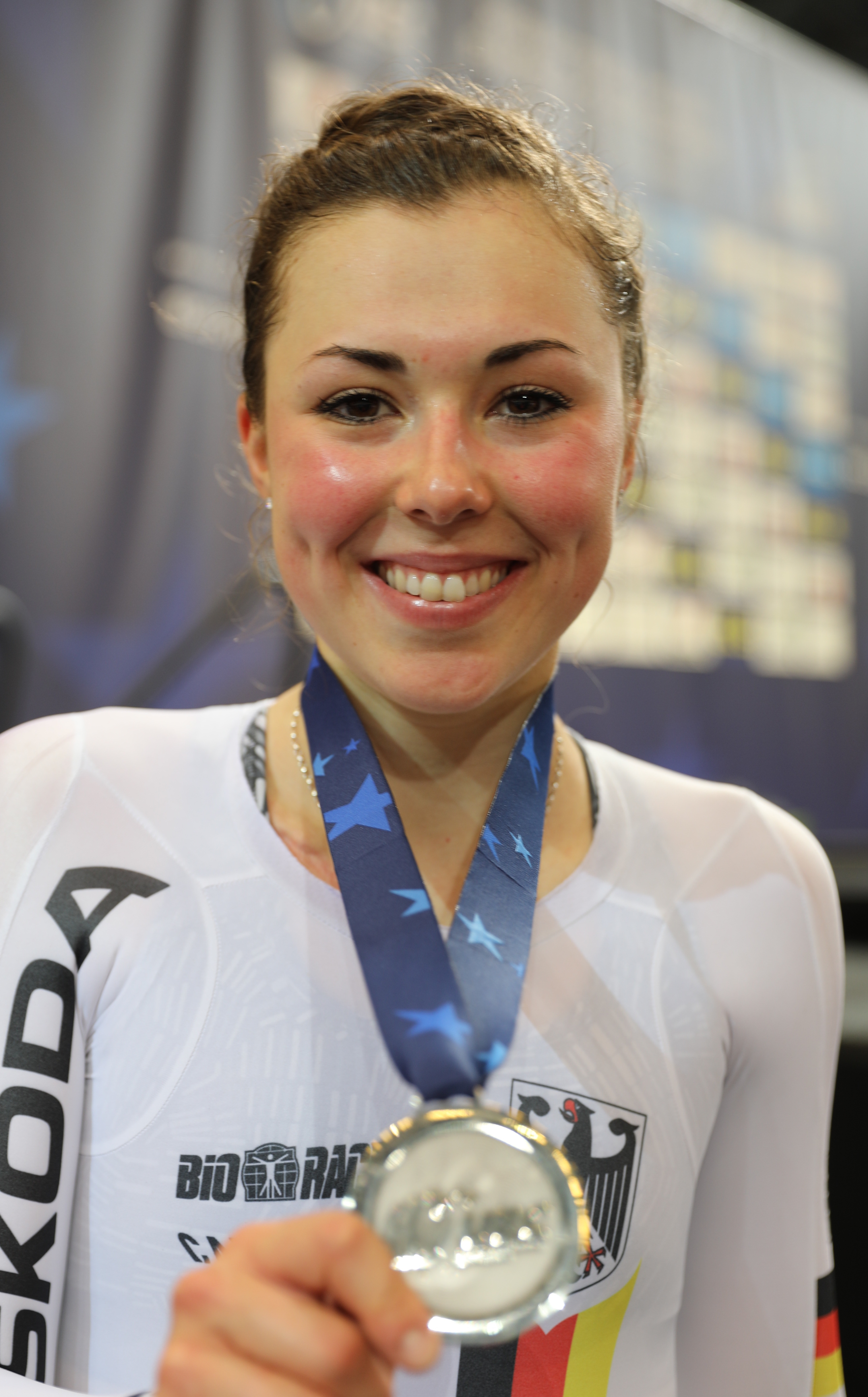
Lisa Klein
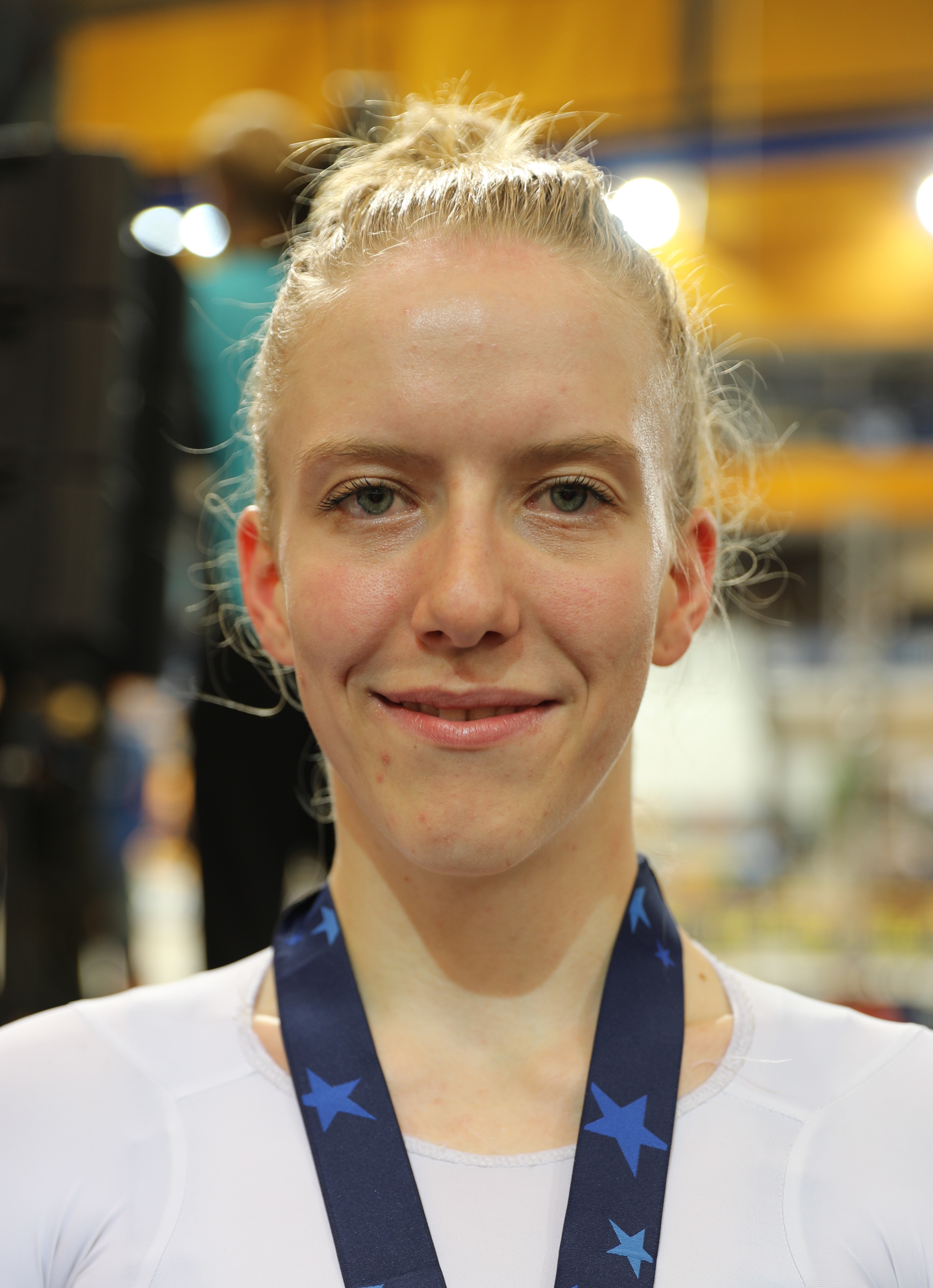
Franziska Brauße
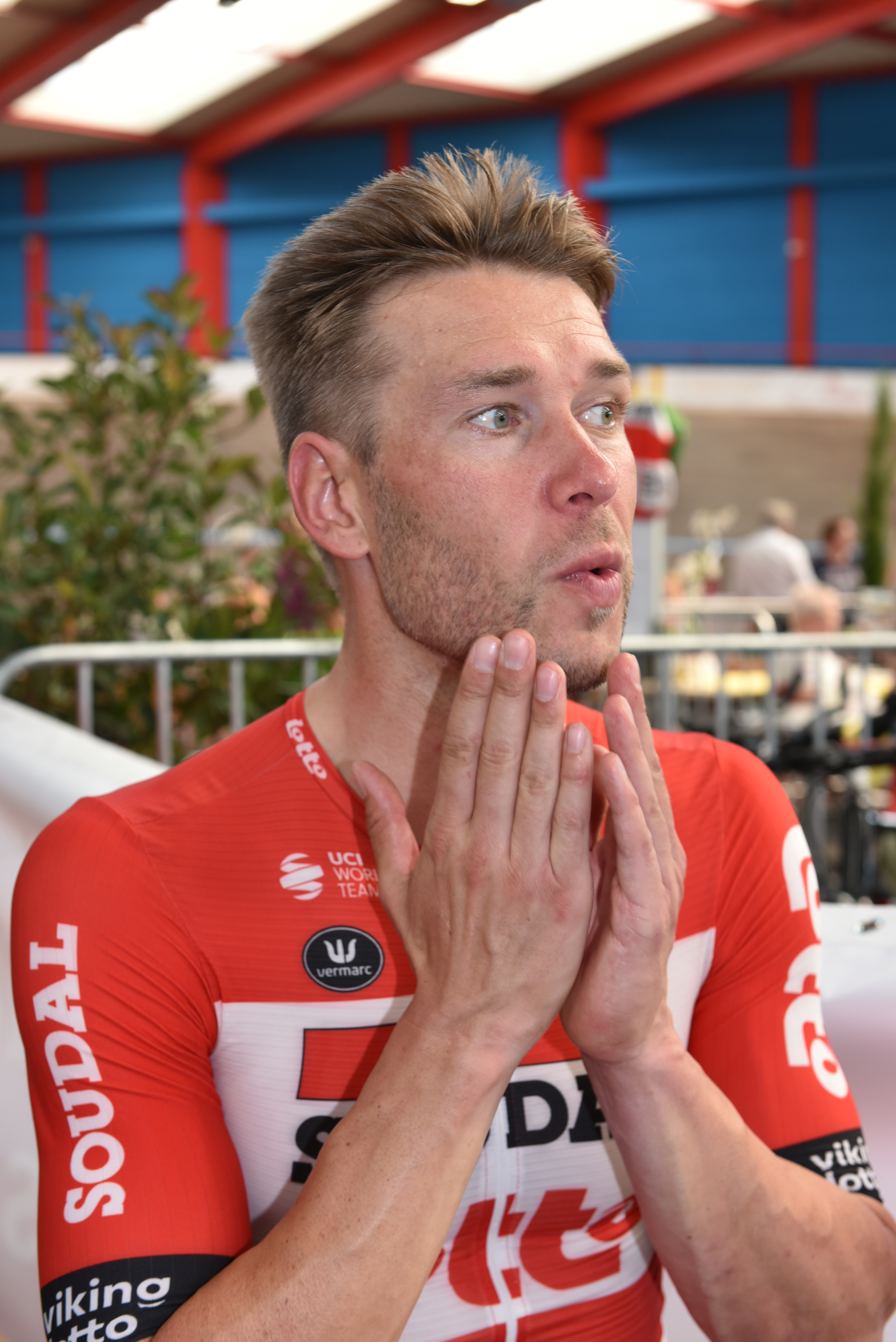
Roger Kluge
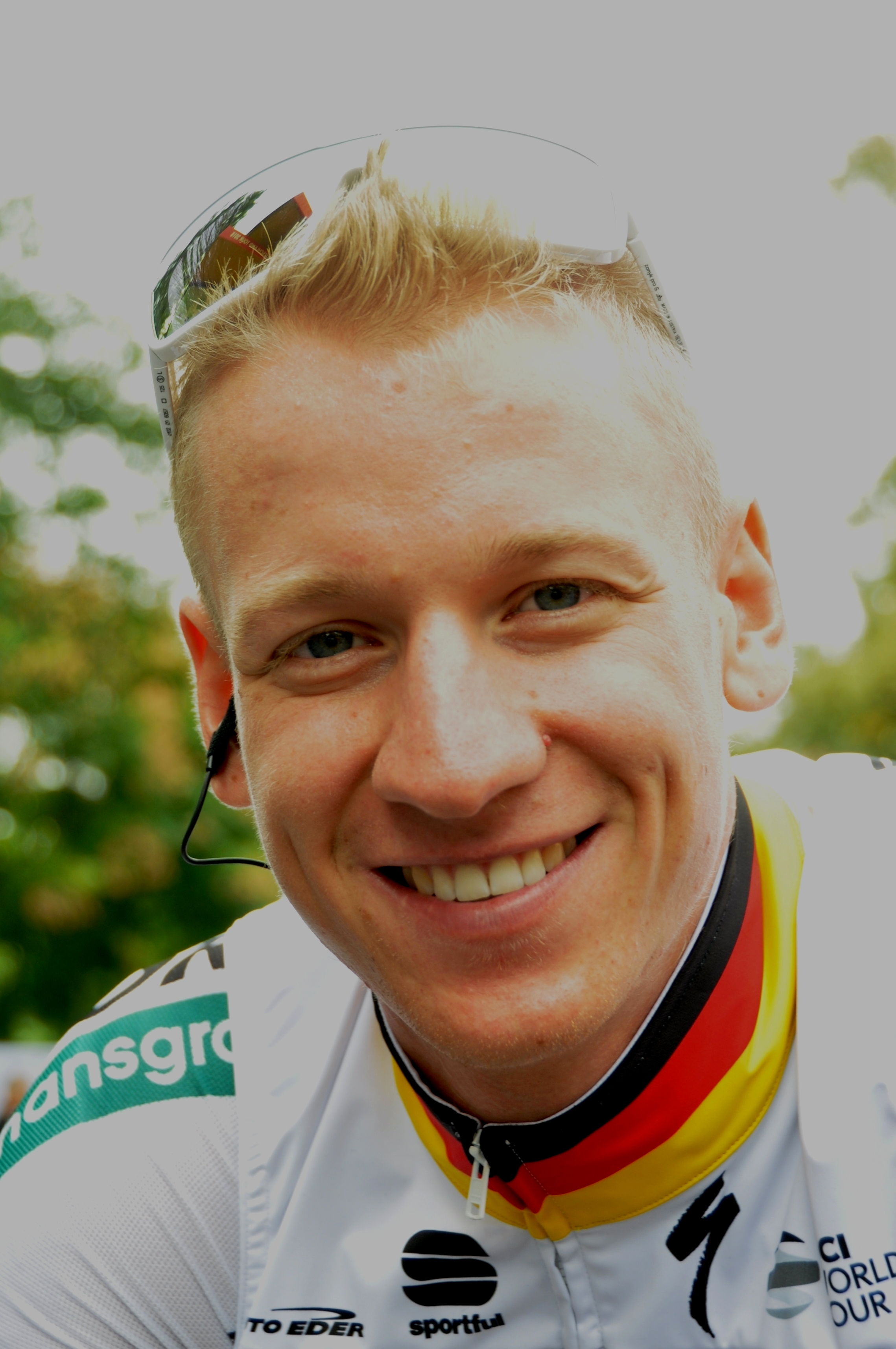
Pascal Ackermann
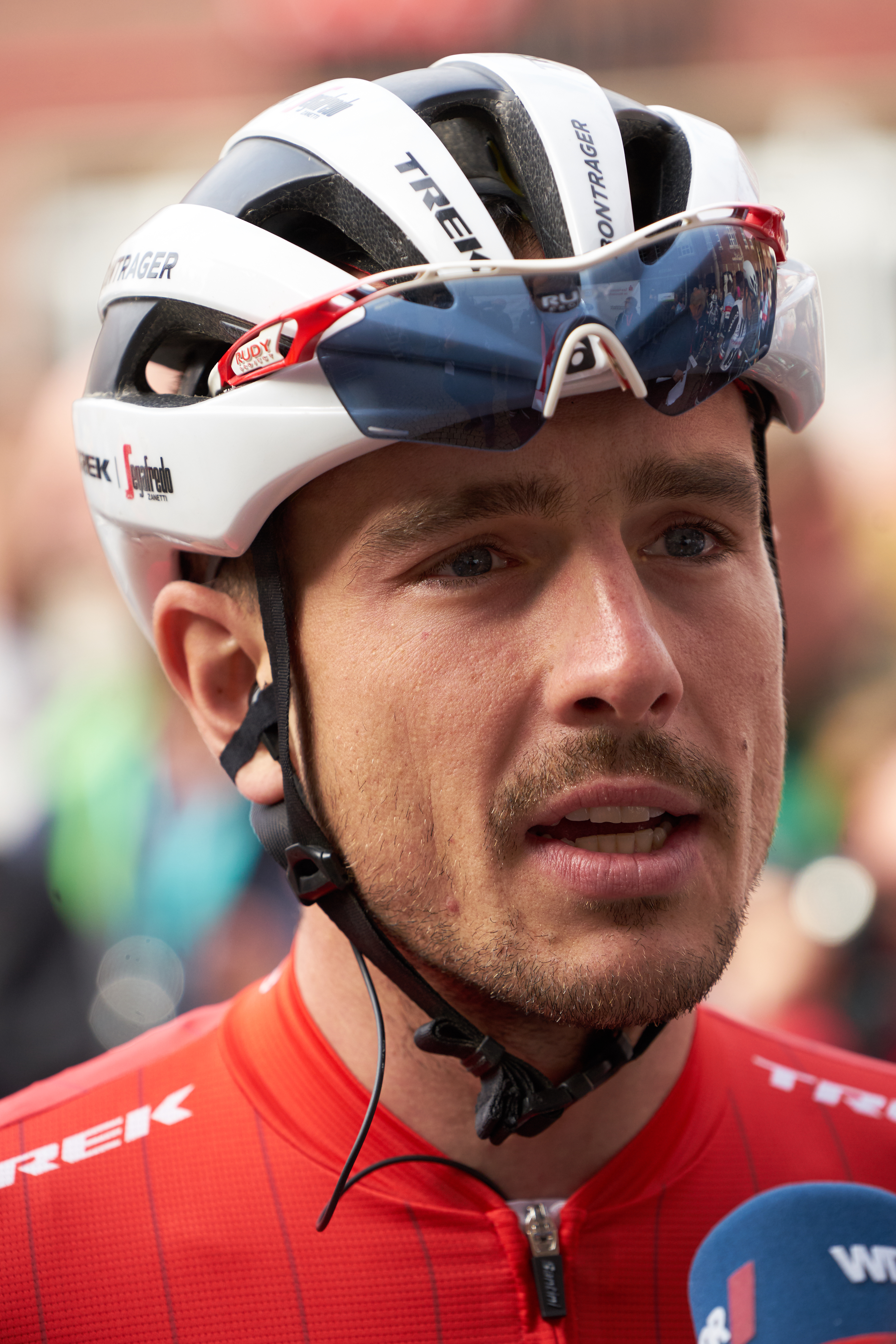
John Degenkolb

- U23 Frauen: Ricarda Bauernfeind, Antonia Niedermaier, Linda Riedmann, Friederike Stern
- U23 Männer: Maurice Ballerstedt, Tobias Buck-Gramcko, Felix Engelhardt, Jannis Peter, Tom Lindner, Leon Heinschke, Tim Torn Teutenberg
- Juniorinnen: Justyna Czapla, Hannah Kunz, Jette Simon, Jule Märkl, Seána Littbarski-Gray, Magdalena Fuchs
- Junioren: Mauro Brenner, Matteo Groß, Emil Herzog, Louis Leidert, Max Märkl, Fabian Wünstel

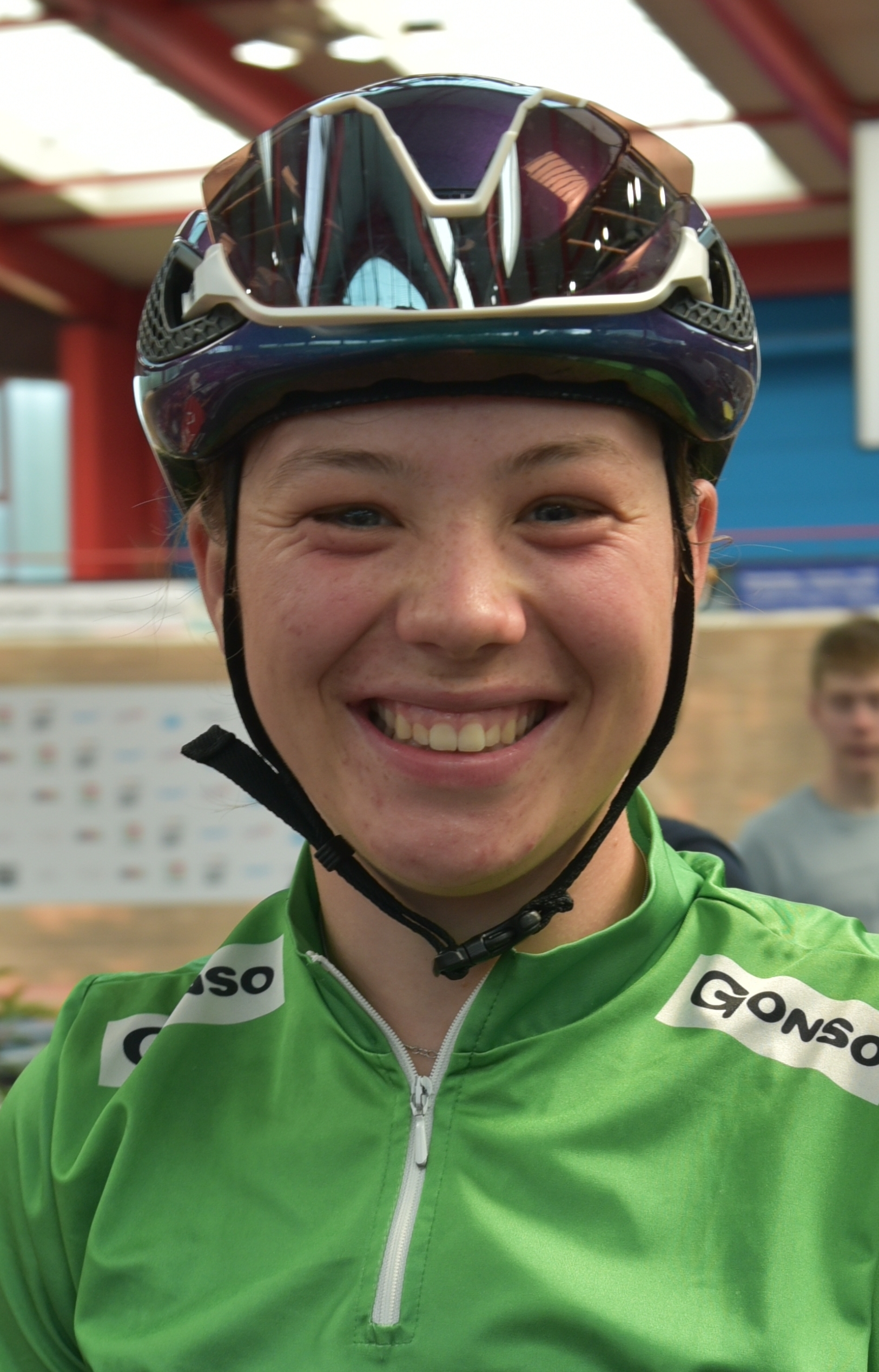
Magdalena Fuchs
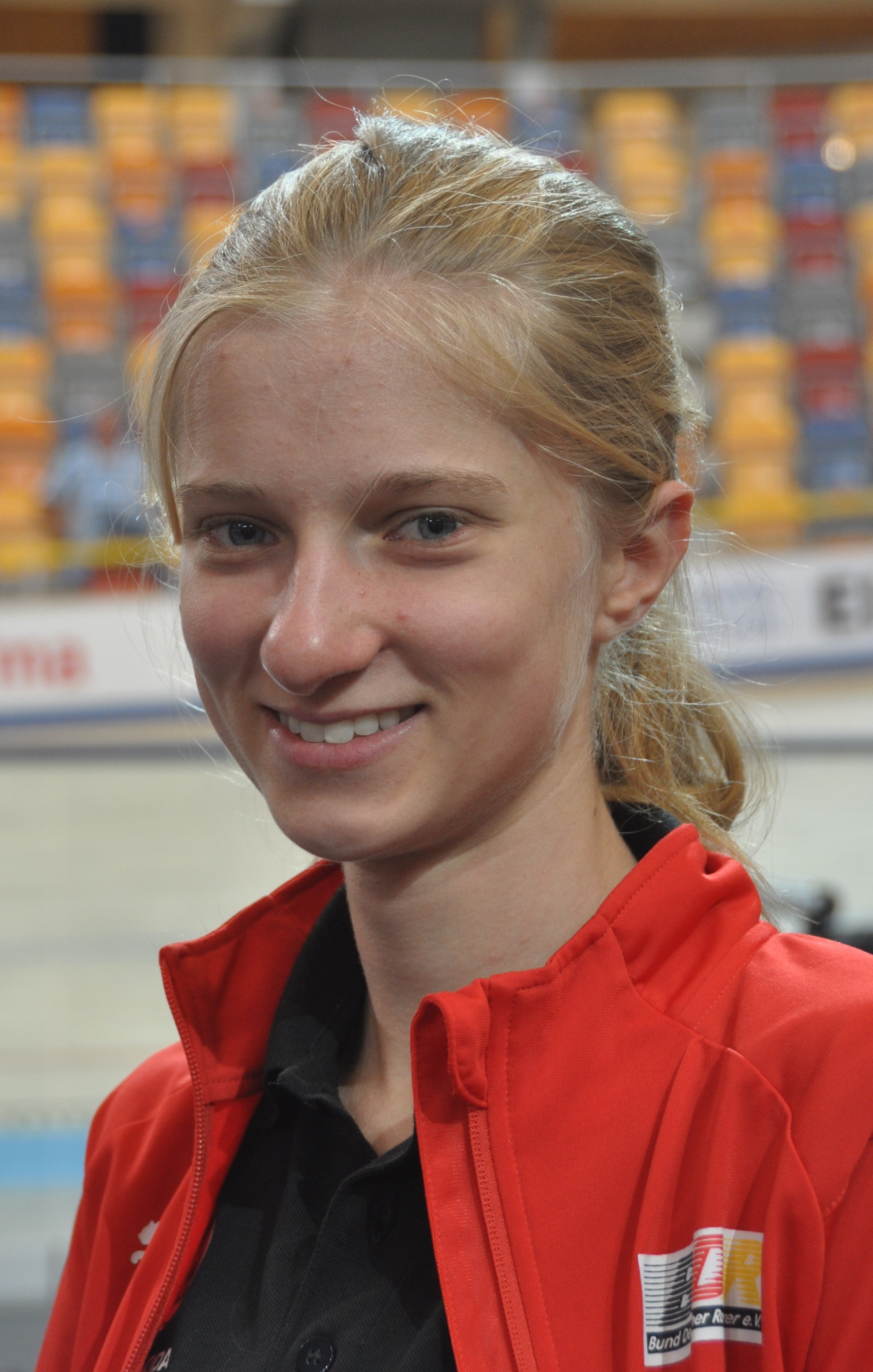
Jette Simon
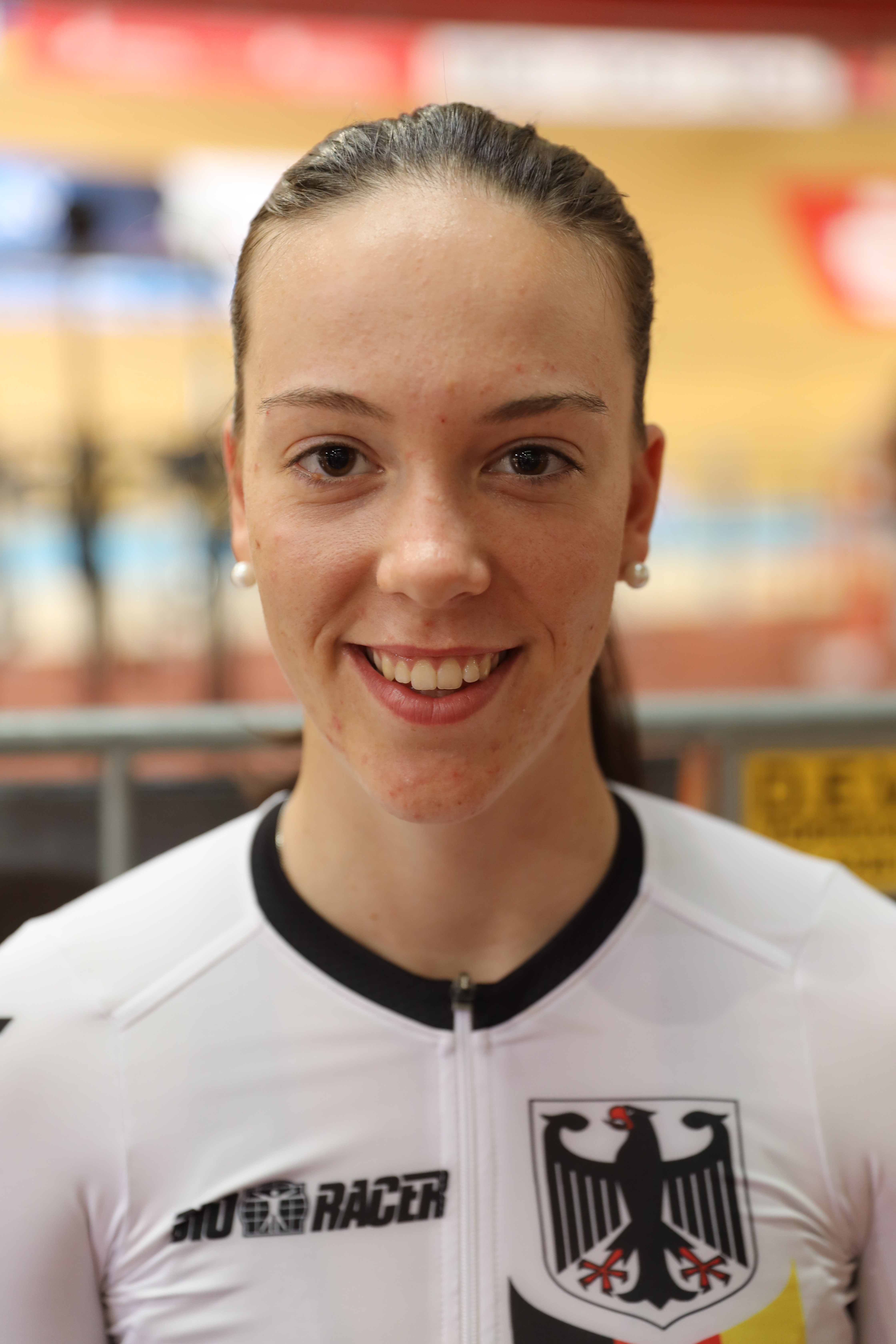
Friederike Stern
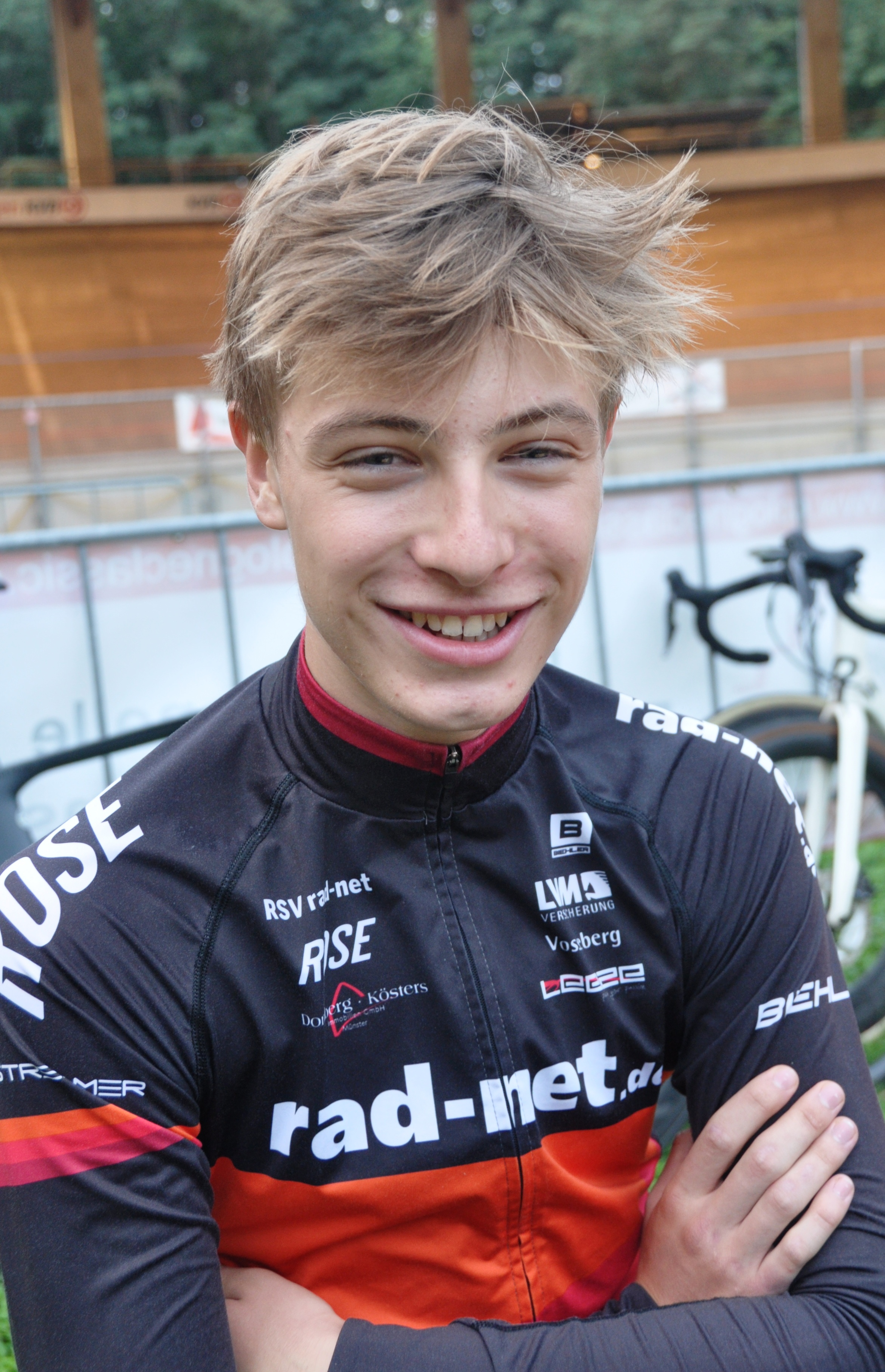
Louis Leidert
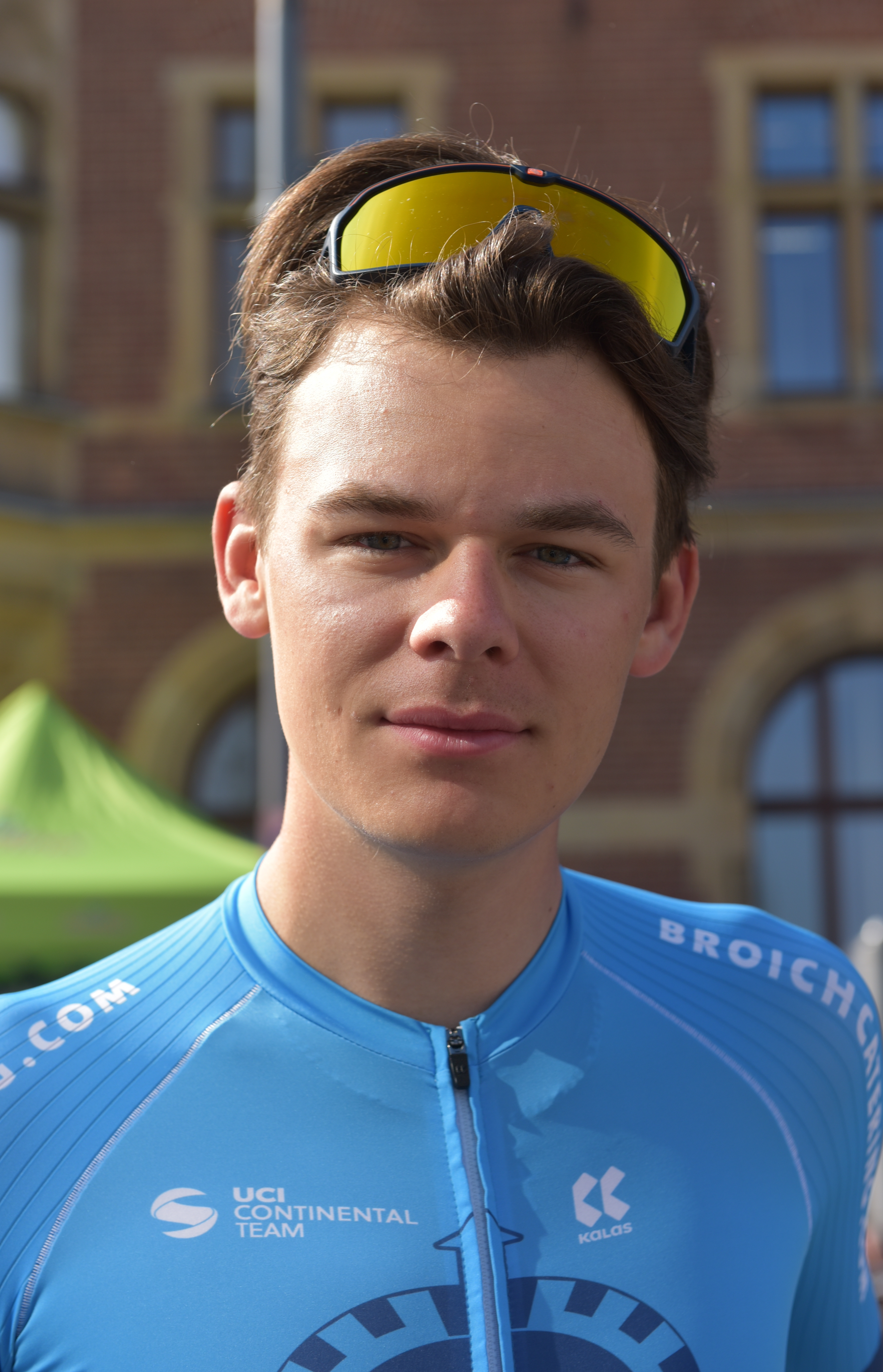
Tom Lindner

### Österreichischer Radsport-Verband
- U-23 Frauen: Sarah Bärnthaler, Leila Geschwentner
- U-23 Männer: Valentin Götzinger, Alexander Hajek, Maximilian Kabas, Martin Messner, Marco Schrettl, Fabian Steininger
- Juniorinnen: Tabea Huys, Johanna Martini, Daniela Schmidsberger, Elisa Winter
- Junioren: Benjamin Eckerstorfer, Raphael Kokas, Kilian Kummerer, David Preyler, Jakob Purtscheller, Simon Wolfgang Schabernig

### Swiss Cycling
- U23 Frauen: Jasmin Liechti, Annika Liehner, Noemi Rüegg, Léa Stern, Petra Stiasny, Linda Zanetti
- U23 Männer: Nils Brun, Fabio Christen, Robin Donzé, Felix Stehli, Arnaud Tendon, Fabian Weiss
- Juniorinnen: Aline Epp, Lea Huber, Noëlle Rüetschi, Zoé Schiess, Fiona Zimmermann
- Junioren: Ilian Alexandre Barhoumi, Jonas Müller, Silas Thoma, Joel Tinner, Jan Christen, Tim Rey